# Плетерница
Плете́рница (хорв. Pleternica) — город в Хорватии, в восточной части страны, в жупании Пожега-Славония. Население — 3739 человек в самом городе и 12 883 в общине, центром которой является Плетерница (2001).
Плетерница расположена в центральной Славонии, на реке Орлява, притоке Савы. В черте города в Орляву впадает её крупнейший приток — Лонджа. Город находится в плодородной Пожегской долине, со всех сторон окружённой невысокими горными хребтами, у подножия Пожежской горы (153 метра).
Ближайшие города — Пожега (15 км к северо-западу), Славонски-Брод (25 км к юго-востоку), Нашице (35 км к северо-востоку). Со всеми соседними городами Плетерница соединена автодорогами, через город проходит железная дорога, ведущая от магистрали Загреб — Славонски-Брод на Нашице и Осиек. В Плетернице от этой дороги ответвляется тупиковая ветка на Пожегу.
Окрестности города известны своими виноградниками, основное занятие местных жителей — сельское хозяйство и виноделие.
Впервые Плетерница упомянута в 1270 году под именем Свети Никола (Святой Николай). В 1427 году впервые упомянуто название Плетерница.